# Vicia multijuga
Vicia multijuga är en ärtväxtart som först beskrevs av Pierre Edmond Boissier, och fick sitt nu gällande namn av Karl Heinz Rechinger. Vicia multijuga ingår i släktet vickrar, och familjen ärtväxter. Inga underarter finns listade i Catalogue of Life.